# Alture Polousnyj
Le Alture Polousnyj (in russo Полоусный кряж, Polousnyj krjaž) sono una modesta zona rilevata della Russia siberiana orientale (Sacha).
Si estendono all'estremità nordoccidentale dei monti Čerskij dalle sorgenti del fiume Chroma fino all'Indigirka; si allungano in direzione ovest-est per 175 km, raggiungendo una quota massima di 968 m. Hanno le loro sorgenti in questi rilievi alcuni fiumi del bacino dell'Indigirka come l'Allaicha e il Bërëlëch, oltre al Chroma che è diretto tributario del mare della Siberia Orientale. Oltre la valle dell'Indigirka, la continuazione delle Alture Polousnyj sono la cresta Ulachan-Sis, mentre a sud-ovest si estende la catena dei monti del Selennjach.
La cresta Polousnyj è costituita da massicci di bassa montagna con cime piatte e colline. Le parti inferiori dei pendii sono occupate da rade foreste di larici e foreste di tundra, più in alto da tundra di alta montagna. Visto il clima inclemente, queste montagne sono praticamente spopolate. 